# John Mellencamp
John Mellencamp est un guitariste, chanteur, acteur, compositeur, réalisateur et artiste-peintre américain né le 7 octobre 1951 à Seymour, Indiana (États-Unis).

## Biographie

### Carrière
L'artiste commence sa carrière discographique rock sous le nom de scène John Cougar au milieu des années 1970.
Puis, après les premiers succès (l'album American Fool) incluant progressivement des éléments country et folk (violons et accordéon), notamment à partir de l'album The Lonesome Jubilee, il devient John Cougar Mellencamp.
Enfin, c'est à la fin des années 1980 qu'il simplifie son nom en John Mellencamp.

### Vie privée
Mellencamp a été marié trois fois. Il est resté avec Priscilla Esterline de 1970 à 1981, Victoria Granucci de 1981 à 1989 et Elaine Irwin (en) de 1992 à 2011. Il a eu cinq enfants.
En janvier 2011, il démarre une relation avec l'actrice et productrice Meg Ryan. En août 2014, ils rompent en raison de la distance. Quelques mois plus tard, ils se remettent ensemble puis rompent à nouveau en 2015 avant de se réconcilier en 2017. En novembre 2018, il confirme ses fiançailles avec Ryan. Le 31 octobre 2019, à l'approche de son quatrième mariage, Ryan met fin à leurs fiançailles.

## Discographie

### Albums studio
- 1976 : Chestnut Street Incident
- 1977 : The Kid Inside
- 1978 : A Biography
- 1979 : John Cougar
- 1980 : Nothin' Matters and What If It Did
- 1982 : American Fool
- 1983 : Uh-Huh
- 1985 : Scarecrow
- 1987 : The Lonesome Jubilee
- 1989 : Big Daddy
- 1991 : Whenever We Wanted
- 1993 : Human Wheels
- 1994 : Dance Naked
- 1996 : Mr. Happy Go Lucky (en)
- 1998 : John Mellencamp
- 1999 : Rough Harvest
- 2001 : Cuttin' Heads
- 2003 : Trouble No More
- 2007 : Freedom's Road
- 2008 : Life, Death, Love and Freedom
- 2010 : No Better Than This
- 2014 : Plain Spoken
- 2017 : Sad Clowns & Hillbillies (featuring Carlene Carter)
- 2018 : Other People’s Stuff
- 2022 : Strictly a One-Eyed Jack
- 2023 : Orpheus Descending

### Albums live
- 2009 : Life Death Live and Freedon, recorded live in 2008

## Filmographie

### Comme acteur
- 1992 : Falling from Grace : Bud Parks
- 1992 : John Mellencamp: Ain't That America (TV)
- 2001 : Madison : Adult Mike McCormick (voix)
- 2001 : After Image : Joe McCormack
- 2002 : Lone Star State of Mind : Wayne
- 2004 : Live by Request: John Mellencamp (TV) : Performer
- 2016 : Roadies - Saison 1, épisode 6 : Lui-même

### Comme compositeur
- 2016 : Ithaca de Meg Ryan

### Comme réalisateur
- 1992 : Falling from Grace

## Récompenses et nominations
John Mellencamp a été introduit au Rock and Roll Hall of Fame lors de la cérémonie de 2008.

## Reprise et utilisation médiatique
- Troubled Land et Someday The Rains Will Fall illustrent chacune un épisode de NCIS : Enquêtes spéciales saison 6 et 7
- Une de ses chansons, Pink Houses, a été reprise par l'acteur Chris Colfer dans l'épisode 18 de la saison 1 de Glee.
- Un épisode de la série Cold Case se termine avec la chanson Smalltown.
- Son nom est cité et une reprise d’une de ses chansons est faite dans l’épisode 14 de la saison 1 de Family Guy.
- Son nom est cité dans l'épisode 19 de la saison 3 de The Office
- Son nom est cité dans l'épisode 5 de la saison 2 de What If...?